# Diego Aduarte
Diego Aduarte OP (1570–1636; nascido em Saragoça) foi um frade e historiador dominicano espanhol. Foi missionário nas Ilhas Filipinas, onde chegou em 1595 com Blancas de San Jose. Em 1632 foi feito Prior de Manila. Faleceu em 1636.
As obras de Aduarte incluem um relato das dificuldades e problemas enfrentados pelos missionários espanhóis que introduziram o cristianismo no Camboja; também fez uma biografia do missionário Juan Cobo.